# Division League
Die Division League ist der Amateurverband Südkoreas, welcher 2017 im Rahmen der Strukturreformpläne der KFA gegründet wurde. In ihr werden die drei bestehenden Amateurligen organisiert.

## Aufbau, Organisierung
Alle Stadtteil-, Stadt- und Provinzverbände sind Mitglied der Division League. Je nach Ligastufe, organisieren die Verbände die einzelnen Ligen (z. B. K5 League; alle Provinzverbände; K6 League alle Stadtverbände; K7 League alle Stadtteilverbände). In dem Verband sind bis zu 1259 Vereine entsprechend organisiert.
Anfang 2017 nahm die Division League den Betrieb auf und gründeten die K7 League. Mitte 2017 wurde die erste K7-League-Spielzeit erfolgreich ausgespielt. Anfang 2018 wurde mit den Aufsteigern aus der K7 League, die neue K6 League gegründet. Die Sieger sowie die Zweitplatzierten der K6 League stiegen in die 2019 neugegründete K5 League aus und spielen dort die Provinziale Meisterschaft aus.
Je nach Provinz, organisieren die Verbände auch ihren Regionalen Pokal, z. B. in Gyeonggi-do, den Gyeonggi-do-Pokal.
| Ligastufe | Liganame  | Ebene        | Verbände          | Anzahl d. Vereine | Anzahl d. Staffeln | Ligastart |
| --------- | --------- | ------------ | ----------------- | ----------------- | ------------------ | --------- |
| V         | K5 League | Regionalliga | Regionalverbände  | 67                | 11                 | 2019      |
| VI        | K6 League | Landesliga   | Landesverbände    | 190               | 30                 | 2018      |
| VII       | K7 League | Kreisliga    | Stadtteilverbände | 1002              | 164                | 2017      |

2019 wurde die K7 League auf 1002 Vereine und 164 Staffeln erweitert. Vorher waren knapp 900 Vereine in 160 Staffeln organisiert. Bekanntester Verein des Verbandes, sind die Byeoksan Players FC, sowie der ehemalige K3-League-Verein Yeonggwang FC.